# Élections législatives de 1967 dans les Landes
Les élections législatives françaises de 1967 se déroulent les 5 et 12 mars 1967.  Dans le département des Landes, trois députés sont à élire dans le cadre de trois circonscriptions.

## Élus
| Circonscription | Député sortant                                  | Parti | Parti | Député élu ou réélu    | Parti | Parti       |
| --------------- | ----------------------------------------------- | ----- | ----- | ---------------------- | ----- | ----------- |
| 1re             | Charles Lamarque-Cando                          |       | SFIO  | Charles Lamarque-Cando |       | FGDS (SFIO) |
| 2e              | Fernand Secheer suppléant de Camille Dussarthou |       | SFIO  | Henri Lavielle         |       | FGDS (SFIO) |
| 3e              | Jean-Marie Commenay                             |       | MRP   | Jean-Marie Commenay    |       | CD          |

## Résultats

### Résultats à l'échelle du département
| Parti          | Parti                                           | Premier tour | Premier tour | Second tour | Second tour | Sièges |
| Parti          | Parti                                           | Voix         | %            | Voix        | %           | Sièges |
| -------------- | ----------------------------------------------- | ------------ | ------------ | ----------- | ----------- | ------ |
|                | Section française de l'Internationale ouvrière  | 38 249       | 26,04        | 54 507      | 37,32       | 2      |
|                | Parti radical                                   | 11 347       | 7,72         | 17 912      | 12,26       | 0      |
|                | Fédération de la gauche démocrate et socialiste | 49 596       | 33,76        | 72 419      | 49,58       | 2      |
|                |                                                 |              |              |             |             |        |
|                | Union des démocrates pour la Ve République      | 47 057       | 32,03        | 47 488      | 32,51       | 0      |
|                | Union des républicains de progrès               | 47 057       | 32,03        | 47 488      | 32,51       | 0      |
|                |                                                 |              |              |             |             |        |
|                | Progrès et démocratie moderne                   | 28 902       | 19,67        | 26 151      | 17,90       | 1      |
|                | Parti communiste français                       | 21 344       | 14,53        | Retrait     | Retrait     | 0      |
|                |                                                 |              |              |             |             |        |
| Inscrits       | Inscrits                                        | 177 483      | 100,00       | 177 464     | 100,00      | 3      |
| Abstentions    | Abstentions                                     | 27 972       | 15,76        | 28 232      | 15,91       |        |
| Votants        | Votants                                         | 149 511      | 84,24        | 149 232     | 84,09       |        |
| Blancs et nuls | Blancs et nuls                                  | 2 612        | 1,75         | 3 174       | 2,13        |        |
| Exprimés       | Exprimés                                        | 146 899      | 98,25        | 146 058     | 97,87       |        |

### Résultats par circonscription

#### Première circonscription (Mont-de-Marsan)
| Candidat       | Candidat                             | Parti          | Premier tour | Premier tour | Second tour | Second tour |  |
| Candidat       | Candidat                             | Parti          | Voix         | %            | Voix        | %           |  |
| -------------- | ------------------------------------ | -------------- | ------------ | ------------ | ----------- | ----------- |  |
|                | André Mirtin                         | UD-Ve          | 19 136       | 41,13        | 22 734      | 48,74       |  |
|                | Charles Lamarque-Cando sortant réélu | FGDS (SFIO)    | 17 830       | 38,32        | 23 905      | 51,26       |  |
|                | Jean Lespiau                         | PCF            | 6 124        | 13,16        | Retrait     | Retrait     |  |
|                | Jean Ducourneau                      | CD (PDM)       | 3 440        | 7,39         |             |             |  |
|                |                                      |                |              |              |             |             |  |
| Inscrits       | Inscrits                             | Inscrits       | 57 115       | 100,00       | 57 094      | 100,00      |  |
| Abstentions    | Abstentions                          | Abstentions    | 9 668        | 16,93        | 9 478       | 16,6        |  |
| Votants        | Votants                              | Votants        | 47 447       | 83,07        | 47 616      | 83,4        |  |
| Blancs et nuls | Blancs et nuls                       | Blancs et nuls | 917          | 1,93         | 977         | 2,05        |  |
| Exprimés       | Exprimés                             | Exprimés       | 46 530       | 98,07        | 46 639      | 97,95       |  |

#### Deuxième circonscription (Dax)
| Candidat       | Candidat            | Parti          | Premier tour | Premier tour | Second tour | Second tour |  |
| Candidat       | Candidat            | Parti          | Voix         | %            | Voix        | %           |  |
| -------------- | ------------------- | -------------- | ------------ | ------------ | ----------- | ----------- |  |
|                | Jean Labat          | UD-Ve          | 20 713       | 37,37        | 24 754      | 44,72       |  |
|                | Henri Lavielle élu  | FGDS (SFIO)    | 20 419       | 36,84        | 30 602      | 55,28       |  |
|                | André Maye          | PCF            | 8 680        | 15,66        | Retrait     | Retrait     |  |
|                | Xavier Defos du Rau | CD (PDM)       | 5 619        | 10,14        |             |             |  |
|                |                     |                |              |              |             |             |  |
| Inscrits       | Inscrits            | Inscrits       | 66 447       | 100,00       | 66 461      | 100,00      |  |
| Abstentions    | Abstentions         | Abstentions    | 10 056       | 15,13        | 9 859       | 14,83       |  |
| Votants        | Votants             | Votants        | 56 391       | 84,87        | 56 602      | 85,17       |  |
| Blancs et nuls | Blancs et nuls      | Blancs et nuls | 960          | 1,7          | 1 246       | 2,2         |  |
| Exprimés       | Exprimés            | Exprimés       | 55 431       | 98,3         | 55 356      | 97,8        |  |

#### Troisième circonscription (Saint-Sever)
| Candidat       | Candidat                          | Parti          | Premier tour | Premier tour | Second tour | Second tour |  |
| Candidat       | Candidat                          | Parti          | Voix         | %            | Voix        | %           |  |
| -------------- | --------------------------------- | -------------- | ------------ | ------------ | ----------- | ----------- |  |
|                | Jean-Marie Commenay sortant réélu | CD (PDM)       | 19 843       | 44,16        | 26 151      | 59,35       |  |
|                | Alain Dutoya                      | FGDS (Radical) | 11 347       | 25,25        | 17 912      | 40,65       |  |
|                | Pierre Léon-Dufour                | UD-Ve          | 7 208        | 16,04        | Retrait     | Retrait     |  |
|                | André Curculosse                  | PCF            | 6 540        | 14,55        | Retrait     | Retrait     |  |
|                |                                   |                |              |              |             |             |  |
| Inscrits       | Inscrits                          | Inscrits       | 53 921       | 100,00       | 53 909      | 100,00      |  |
| Abstentions    | Abstentions                       | Abstentions    | 8 248        | 15,3         | 8 895       | 16,5        |  |
| Votants        | Votants                           | Votants        | 45 673       | 84,7         | 45 014      | 83,5        |  |
| Blancs et nuls | Blancs et nuls                    | Blancs et nuls | 735          | 1,61         | 951         | 2,11        |  |
| Exprimés       | Exprimés                          | Exprimés       | 44 938       | 98,39        | 44 063      | 97,89       |  |